# Bindoy
Bindoy és un municipi de la província de Negros Oriental, a la regió filipina de les Visayas Centrals. Segons les dades del cens de l'any 2007 té una població de 36.226 habitants distribuïts en una superfície de 173,70 km².

## Divisió administrativa
Bindoy està políticament subdividit en 22 barangays.
| - Atotes - Batangan - Bulod - Cabcaban - Cabugan - Camudlas - Canluto - Danao | - Danawan - Domolog - Malaga - Manseje - Matobato - Nagcasunog - Nalundan | - Pangalaycayan - Penahan - Poblacion (Payabon) - Salong - Tagaytay - Tinaogan - Tubod |